# Association française des capitaines de navires
L' association française des capitaines de navires (AFCAN) est une association loi de 1901 qui a pour devise "Unis pour la sécurité en mer". Bien que la sécurité en mer s'applique à tous, l'association se penche plus précisément et essentiellement sur les problèmes qui concernent la marine de commerce.

## Historique
Elle a été fondée en 1979 dans le but de défendre les droits et les intérêts moraux et matériels de ses membres ainsi que d'améliorer la sécurité en mer.

## Travaux
Chaque année, plusieurs membres de l'AFCAN font partie de la délégation française à l'organisation maritime internationale (OMI) en tant que conseillers techniques, et participent ainsi aux comités (sécurité, formation, environnement), aux sous-comités de la sécurité maritime (navigation, marchandises dangereuses), et aux groupes de travail qui y sont créés.

## Fonctionnement
Chaque adhérent reçoit chaque mois une lettre rendant compte de l'activité de l'association, des sujets d'actualité débattus dans les régions et des directives du président. Chaque trimestre est publiée une revue « AFCAN INFORMATIONS » qui est une mine de renseignements pour les capitaines et le monde maritime.